# Eitarō Itoyama
Eitarō Itoyama (jap. 糸山英太郎, Itoyama Eitarō; * 4. Juni 1942 in der Präfektur Tokio) ist ein japanischer Unternehmer und Politiker der Liberaldemokratischen Partei.

## Leben
Itoyama studierte an der Nihon-Universität. Bei der Sangiin-Wahl 1974 wurde er für die Liberaldemokratische Partei im damaligen landesweiten Wahlkreis ins Sangiin, das Oberhaus des nationalen Parlaments, gewählt. Zwischen 1983 und 1996 diente er drei Legislaturperioden als Abgeordneter im Shūgiin für den Dreimandatswahlkreis Saitama 3, wo er 1983 und 1993 parteilos und 1986 für die LDP gewählt, 1990 als LDP-Kandidat abgewählt wurde.
Als Autor schrieb er mehrere Bücher zu politischen und wirtschaftlichen Themen. Er hält bedeutende Anteile am japanischen Flugzeugkonzern Japan Airlines (JAL). Itoyama ist verheiratet und hat zwei Kinder.
Er verdiente ein Vermögen mit Golfplätzen. Nach Angaben des US-amerikanischen Forbes Magazine hatte er 2005 ein Vermögen von knapp 5 Milliarden US$ und war in The World’s Billionaires gelistet. Nach einer Neubewertung im April 2013 wurde sein Vermögen auf 500 Millionen geschätzt.